# Бой у Командорских островов
Бой у Командорских островов (англ. Battle of the Komandorski Islands) или Бой у острова Атту — одно из боевых столкновений в ходе Тихоокеанской кампании во время Второй мировой войны. Произошёл 27 марта 1943 года, в северной части Тихого океана, между полуостровом Камчатка и островом Атту, к югу от Командорских островов.

## Предыстория
В рамках подготовки вторжения на Аляску японцы в 1942 году создали несколько баз на Алеутских островах, в том числе на островах Кыска и Атту. Американцы же всячески старались помешать снабжать их путём перехвата японских конвоев с припасами и пополнением.

## Силы сторон

### США
- Оперативное соединение 16.6
  - тяжёлый крейсер «Солт Лейк Сити»
  - лёгкий крейсер «Ричмонд» — флаг контр-адмирала МакМорриса
- 14-й дивизион эскадренных миноносцев
  - эсминец «Бейли»
  - эсминец «Коглэн»
  - эсминец «Дейл»
  - эсминец «Монагхан»

### Япония
- Северное соединение
  - тяжёлый крейсер «Нати» — флаг вице-адмирала Хосогая
  - тяжёлый крейсер «Мая»
  - лёгкий крейсер «Тама»
- 1-я эскадра эсминцев
  - лёгкий крейсер «Абукума» — флаг контр-адмирала Мори
  - 21-й дивизион эскадренных миноносцев
    - эсминец «Вакаба»
    - эсминец «Хацусимо»

  - 9-й дивизион эскадренных миноносцев (в бой не вступал)
    - эсминец «Усугумо»
    - транспорт «Санко-Мару» (эскортируемый)
- 6-й дивизион эскадренных миноносцев
  - эсминец «Икадзути»
  - эсминец «Инадзума»
  - транспорт «Асака-Мару» (эскортируемый)
  - транспорт «Сакито-Мару» (эскортируемый)

## Бой
Оперативная группа адмирала МакМорриса, крейсируя западнее Атту, обнаружила на горизонте мачты кораблей. Не имея возможности оценить силы и предположив, что это очередной японский конвой, американцы начали перестроение в боевой порядок. Японцы же, ожидая встречи со своими кораблями, сначала приняли американцев за своих, но потом осознали ошибку.
Стороны открыли огонь одновременно с дистанции около 20 км. Первый залп японцы дали по «Ричмонду», успеха не добились, перенесли огонь на «Солт Лейк Сити» и в дальнейшем стреляли только по нему. «Нати» произвёл торпедный залп и ни в кого не попал из-за большого расстояния. Ответным огнём с «Солт Лейк Сити» были повреждены мостик и торпедный аппарат на «Нати».
Таким образом, завязалась артиллерийская перестрелка на больших дистанциях, но на стороне японцев было преимущество в численности, и после неудачной попытки прорваться к транспортам американский адмирал решил отступать с боем.
Через полтора часа после начала боя «Солт Лейк Сити» получил серьёзное повреждение от снарядов с «Майя» и «Нати» и начал терять управление, а ещё через час взрыв снаряда с «Абукума» затопил машинное отделение, и крейсер потерял ход. Японские эсминцы попытались добить «Солт Лейк Сити» торпедами, но ни одна не попала. МакМоррис скомандовал своим эсминцам произвести ответную атаку, чтобы прикрыть повреждённый крейсер. Торпедная атака американцев цели не достигла, но артиллерийский огонь с «Бейли» повредил надстройки на «Нати». Сам «Бейли» в ходе дуэли тоже получил серьёзные повреждения.
У адмирала Хосогая на руках были транспорты, которые он хотел сохранить, поэтому он решил проявить осторожность. Вовремя поставленная американцами дымовая завеса скрыла от него бедственное положение «Солт Лейк Сити», и, опасаясь возможного авиаудара с базы в Датч-Харборе, он решил повернуть назад на Парамушир.

## Исход боя
Бой продолжался более 4 часов и, невзирая на более тяжёлые повреждения, полученные американской эскадрой, закончился стратегической победой США — японский конвой не достиг своей цели. «Солт Лейк Сити» восстановил ход, смог дойти до Датч-Харбора, а оттуда был отправлен на капитальный ремонт. С японской стороны более всех пострадал «Нати» и лёгкие повреждения получил «Майя».
Бой примечателен также тем, что в отличие от других морских сражений на Тихоокеанском театре прошёл без применения авиации и подводных лодок, став одним из последних в истории случаев артиллерийской дуэли на море.